# أليسون سنودن
أليسون سنودن (بالإنجليزية: Alison Snowden)‏ هي منتجة أفلام وكاتبة سيناريو ورسامة رسوم متحركة ومخرجة وممثلة بريطانية، ولدت في 4 أبريل 1958 في Arnold, Nottinghamshire ‏ في المملكة المتحدة. من الجوائز التي نالتها جائزة الأوسكار لأفضل فيلم رسوم متحركة قصير.

## جوائز
- جائزة الأوسكار لأفضل فيلم رسوم متحركة قصير

## وصلات خارجية
- الموقع الرسمي
- أليسون سنودن على موقع IMDb (الإنجليزية)
- أليسون سنودن على موقع ألو سيني (الفرنسية)
- أليسون سنودن على موقع أول موفي (الإنجليزية)
- أليسون سنودن على موقع قاعدة بيانات الفيلم (الإنجليزية)
- أليسون سنودن على موقع كينوبويسك (الروسية)